# Gusztáv Sebes
Gusztáv Sebes [ˈgustaːv ˈʃɛbɛʃ] (* 22. Januar 1906 in Budapest als Gusztáv Scharenpeck; † 30. Januar 1986 ebenda) war ein ungarischer Fußballspieler und -trainer, der vor allem als Trainer der Goldenen Elf bekannt wurde.

## Biografie
Der Sohn eines Schuhmachers war in den 1920er-Jahren ein relativ erfolgreicher Spieler u. a. beim Vasas SC (1920–1924) und beim MTK (1927–1940 und 1945) in Budapest.

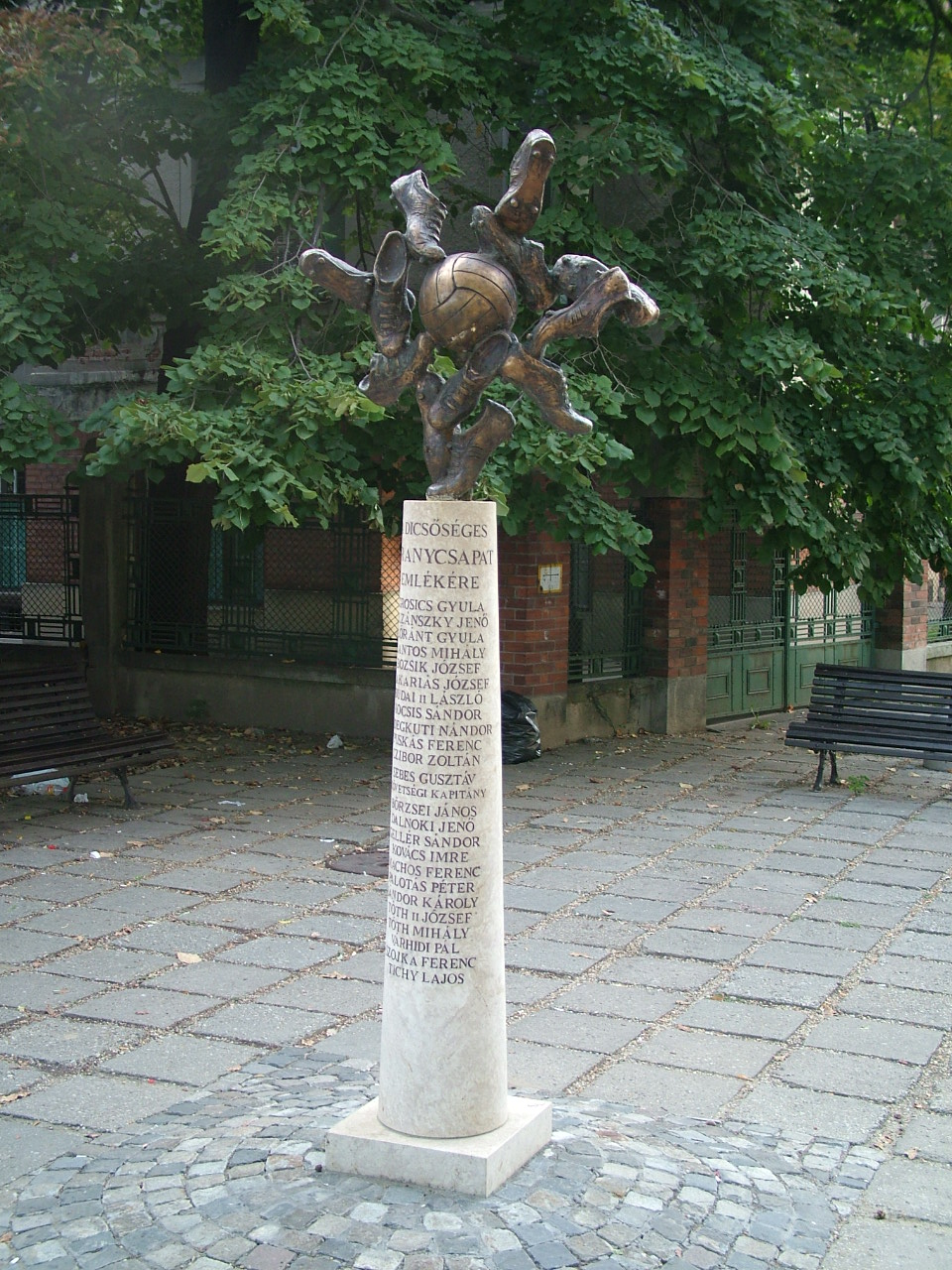
Goldene Elf (Skulptur von Márton Kalmár in Szeged)

Nach Beendigung seiner aktiven Laufbahn startete Sebes eine erfolgreiche Karriere als Fußballtrainer. 1949 wurde er zum ungarischen Nationaltrainer berufen, parallel war er von 1948 bis 1951 gemeinsam mit Zsigmond Ábrai Präsident des Magyar Olimpiai Bizottság (MOB), dem Nationalen Olympischen Komitees Ungarns. In kurzer Zeit formte Sebes eine von Grund auf neue Nationalmannschaft, die als Aranycsapat, die „Goldene Elf“, weltweit große Anerkennung fand. Die Nationalspieler rekrutierte er fast ausschließlich aus den beiden Budapester Vereinen MTK und Honvéd. Bei der Taktik setzte er vor allem auf eine erhöhte Gruppendynamik, bei der alle Spieler gleichzeitig ins Angriffs- oder Defensivspiel wechseln konnten, ohne den Spielfluss zu verlangsamen. Jeder Spieler sollte dabei grundsätzlich in der Lage sein, auf allen Positionen zu spielen. So ließ sich der dritte Stürmer zur Verwirrung des Gegners oft weit hinter die beiden anderen zurückfallen, und selbst der Torwart Gyula Grosics agierte mitunter wie ein vierter Verteidiger.

### Olympisches Gold 1952
1952 gelang der Elf um Sebes der größte internationale Erfolg: Bei den Olympischen Spielen in Finnland gewann die Aranycsapat mit einem Sieg über Jugoslawien die Goldmedaille. Im darauf folgenden Jahr gelang ihnen eine weitere sportliche Sensation, als sie England vor heimischer Kulisse des Wembley-Stadions mit einem 6:3-Sieg deklassierten. Über dreißig Jahre lang führte Sebes’ Mannschaft mit einer Bilanz 27 Siegen in 31 Spielen die Statistik der am längsten ungeschlagenen Teams an.

### Europapokal der Fußball-Nationalmannschaften 1948 bis 1953
1953 gewann Ungarn schließlich auch den Zentral-Europapokal. Hierfür spielte Ungarn über einen Zeitraum von 5 Jahren gegen einige andere zentraleuropäische Nationen und hatte schließlich die meisten Punkte erzielt, was zum Pokalsieg 1953 führte.

### Vizeweltmeister 1954
Bei der Fußball-Weltmeisterschaft 1954 startete das Team um Sebes, der zugleich als stellvertretender Sportminister Ungarns fungierte, als Favorit. Doch während es Deutschland im ersten Gruppenspiel mit 8:3 besiegen konnte, unterlag es im Endspiel der deutschen Auswahl mit 2:3. Die Geburtsstunde des Wunders von Bern markierte zugleich den Wendepunkt von Sebes’ Trainerkarriere. Zwar gewann seine Mannschaft die nächsten 18 Partien in Folge, konnte jedoch keine großen internationalen Turniere mehr für sich entscheiden. Nach einem Remis und drei Niederlagen trat Sebes 1956 von seinem Amt als Nationaltrainer zurück.
In den Folgejahren arbeitete Sebes weiterhin als Sportfunktionär und Trainer, u. a. bei Budapest Honvéd FC (1960–1961) und von 1963 bis 1965 ein letztes Mal als Nationaltrainer.
Am 30. Januar 1986 starb Sebes im Alter von 80 Jahren in seiner Heimatstadt Budapest.

## Erfolge

### Als Spieler
MTK Hungária FC/Hungária FC
- Ungarische Meisterschaft:
  - Sieger: 1928/29, 1935/36, 1936/37
  - Finalist: 1927/28, 1930/31, 1932/33, 1939/40
- Ungarischer Pokal:
  - Sieger 1931/32
  - Finalist: 1929/30, 1934/35

### Als Trainer
Ungarn
- Olympiasieg: 1952
- Sieger des Europapokals der Nationalmannschaften: 1948–1953
- Vize-Weltmeister: 1954

## Rekorde
- Zu dem Punkt Weltrekorde der goldenen Elf Näheres im gleichnamigen Artikel.